# Лиън Бест
Лиън Джулиън Бест (на английски: Leon Julian Best) е роден в Англия ирландски нападател, а прякорът му е Зоро, във връзка с предпазната маска, която носи в края на 2008 г.

## Кариера
Бест е юноша на Нотс Каунти, но през 2004 преминава в Саутхемптън. Той прави дебюта си за Светците на 18-ия си рожден ден срещу Нюкасъл. Следващите години прекарва в различни отбори, играейки под наем от Саутхемптън, като най-силно се представя за Йоувил Таун, отбелязвайки 10 гола в 15 мача. Тези изяви му издействат трансфер в Ковънтри Сити през 2007 г., като трансферната сума е 650 хил. паунда, които може да нарастнат, в случай че Ковънтри спечелят промоция в Премиършип до 2010.